# Heliport Kangersuatsiaq

i7
i11
i13
Der Heliport Kangersuatsiaq (ICAO-Code: BGKS) ist ein Hubschrauberlandeplatz in Kangersuatsiaq im nordwestlichen Grönland. Da er kein Abfertigungsgebäude besitzt, wird der Heliport auch als Helistop bezeichnet.

## Lage und Ausstattung
Der Heliport liegt etwas östlich des Dorfs, liegt auf einer Höhe von 112 Fuß und hat eine mit Gras bedeckte 20 × 20 m große quadratische Landefläche.

## Fluggesellschaften und Ziele
Der Heliport wird von Air Greenland bedient, die regelmäßig Flüge zum Heliport Upernavik Kujalleq und zum Flughafen Upernavik anbietet.